# Hans Adler (Anwalt)
Hans Adler (* 28. Juli 1899 in Berlin; † 9. Januar 1966 in Berchtesgaden) war ein deutscher Wirtschaftsanwalt.

## Leben
Adler studierte an der Georg-August-Universität Rechtswissenschaft und wurde 1920 Mitglied des Corps Hercynia Göttingen. Er bestand 1922 das Referendarexamen und wurde 1923 zum Dr. iur. promoviert. 1926 bestand er die Assessorprüfung. Von 1928 bis 1930 betrieb er eine Anwaltspraxis in Berlin. 1930 übernahm er die Geschäftsführung des Reichsbunds deutscher Treuhandgesellschaften und erlangte dadurch wichtigen Einfluss auf die Entwicklung des Wirtschaftsprüferberufes. Er wirkte maßgeblich mit bei der Gründung des Instituts für das Revisions- und Treuhandswesen (ab 1932 Institut der Wirtschaftsprüfer). Bis 1936 war er Fachleiter und Justitiar des Instituts. 1937 eröffnete er wieder eine Anwaltskanzlei und legte ein Jahr später das Examen als Steuerberater, 1939 das als Wirtschaftsprüfer ab. Er schloss 1940 seine Anwaltskanzlei und wurde Vorstandsmitglied der Deutschen Revisions- und Treuhand AG, bei der er bis zu seinem Tod, zuletzt als Vorstandssprecher, blieb.

## Werke
- mit Walther Düring und Kurt Schmaltz: Rechnungslegung und Prüfung der Aktiengesellschaft; 1938
- Die Abwicklungsbilanzen der Kapitalgesellschaft; 1940